# 纬三路 (郑州)
纬三路是河南省郑州市金水区的一条道路，东起花园路，西至文化路，与优胜北路相接，全长约1.33公里，现为由东向西的单行道。

## 历史
纬三路于1956年修建并命名。最东段原为市场，该处在1954年河南省会由开封迁到郑州时就已形成一个小露水集。1957年、1961年曾两度开放，名为行政区(自由)市场。1963年前后，逐步发展为一个具有相当规模的肉食禽蛋、水产蔬菜等多种副食品的农贸市场。1985年，该集贸市场改建，称花园路集贸市场，东起花园路，西至经五路，全长350米，宽20米，占地面积8050平方米，建筑面积12313平方米。建筑面积共折合标准房间446间，两侧全部是两层建筑，楼上有外走廊与五座天桥相通。杨记拉面、丁记烩面等老牌餐厅均起家于此。该市场于1998年还路迁走。
1994年1月，纬三路水产市场开办，曾是郑州主要的海鲜水产市场。2015年该市场关闭并外迁。